# Баия-Бланка
Баи́я-Бла́нка (исп. Bahía Blanca, в переводе с испанского — «Белая бухта») — город в Аргентине, в провинции Буэнос-Айрес. Расположен на берегу одноимённой бухты Атлантического океана. Основан 11 апреля 1828 года аргентинским полковником Рамоном Эстомбой. По данным переписи 2019 года в городе проживает 299 тыс. жителей. Близ города расположена главная база военно-морских сил Аргентины — Пуэрто-Бельграно.

## Экономика

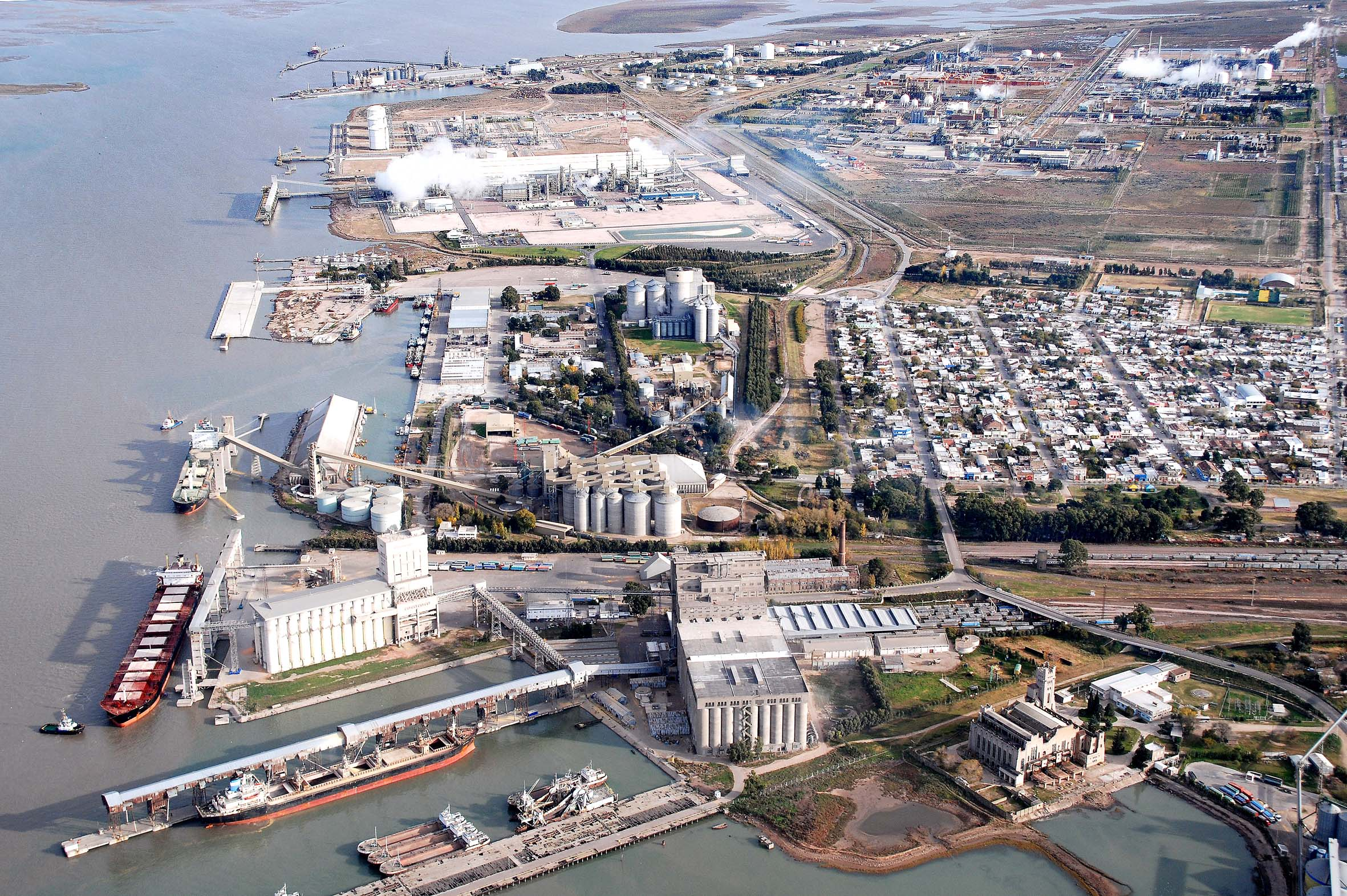
Портово-промышленная зона Баия-Бланки

Баия-Бланка является крупным центром мясохладобойной, мукомольной и нефтеперерабатывающей промышленности. Город — один из центров вылова и первичной переработки рыбы и морепродуктов. В городе и окрестностях расположены несколько теплоэлектростанций — «Пьедра Буэна», «Гильермо Браун», «Инхеньеро Уайт» и «Солалбан энерхия».

### Перспективы
В 2006 году на континентальном шельфе между городами Мар-дель-Плата и Баия-Бланка нефтяными компаниями Repsol-YPF и Enarsa были начаты геологоразведочные работы.
В середине 2000-х австралийско-британским конгломератом Rio Tinto планировалось строительство химического предприятия по переработке хлористого калия в промышленной зоне порта города. Стоимость проекта оценивалась в 100 миллионов долларов.

## Транспорт
Так как город находится на юге основной житницы страны — Пампы, это определило его специализацию. Баия-Бланка — один из крупнейших портов в стране (обработка 12 % грузов страны), через который вывозится продукция сельского хозяйства. Правительством Аргентинской Республики рассматриваются планы строительства железнодорожной магистрали, которая бы связывала Баия-Бланку с чилийским портом Консепсьон на берегу Тихого океана. Стоимость проекта оценивается в 260 миллионов долларов.

## Климат
| Показатель                    | Янв. | Фев. | Март | Апр. | Май  | Июнь | Июль | Авг. | Сен. | Окт. | Нояб. | Дек. | Год  |
| ----------------------------- | ---- | ---- | ---- | ---- | ---- | ---- | ---- | ---- | ---- | ---- | ----- | ---- | ---- |
| Средний суточный максимум, °C | 30,6 | 29,5 | 25,9 | 21,6 | 17,5 | 13,8 | 13,7 | 15,9 | 18,4 | 21,3 | 25,6  | 28,9 | 21,8 |
| Средняя температура, °C       | 23,0 | 21,9 | 18,7 | 14,6 | 11,0 | 7,9  | 7,6  | 9,1  | 11,4 | 14,4 | 18,4  | 21,4 | 14,9 |
| Средний суточный минимум, °C  | 15,7 | 14,9 | 12,6 | 8,9  | 5,9  | 3,2  | 3,0  | 3,6  | 5,3  | 7,9  | 11,2  | 14,2 | 8,8  |
| Норма осадков, мм             | 61   | 67   | 89   | 62   | 32   | 25   | 29   | 27   | 45   | 70   | 61    | 70   | 638  |
| Источник: World Climate       |      |      |      |      |      |      |      |      |      |      |       |      |      |

## Население
| Год  | Численность | Численность |
| ---- | ----------- | ----------- |
| 1960 | 150 000     | [ 17 ]      |
| 1980 | 233 000     | [ 1 ]       |
| 1991 | 225 100     | [ 2 ]       |
| 2010 | 299 101     | [ 18 ]      |
| 2017 | 297 900     | [ 19 ]      |
| 2019 | 299 000     | [ 20 ]      |

## Города-побратимы
- Хиос, Греция
- Ашдод, Израиль
- Реус, Испания
- Фермо, Италия
- Сьенфуэгос, Куба
- Далянь, Китай
- Пьюра, Перу
- Джэксонвилл, США
- Талькауано, Чили